# Bozdağ
Bozdağ (Bozdag, azer.: Bozdağ silsiləsi) – pasmo górskie w Azerbejdżanie, rozciągające się głównie na prawym brzegu Kury, która przecina wschodnią część pasma. Od południa graniczy ze Zbiornikiem Mingeczaurskim. Pasmo wznosi się do 500 m n.p.m. i zbudowane jest głównie z neogenicznych glin i piaskowców. Dominuje krajobraz półpustynny.